# Кот без дураков
«Кот без дурако́в», «Кот без прикра́с», «За подлинную кошачесть» (англ. The Unadulterated Cat) — юмористическая книга английского писателя Терри Пратчетта.
Впервые опубликована на английском языке в 1989 году в Великобритании. Написана в форме мини-энциклопедии, от имени вымышленного «Движения в защиту настоящих котов» (англ. A Campaign For Real Cat).
В юмористической форме описаны преимущества «настоящих», то есть беспородных, непослушных и капризных котов. Под маской ироничности видна любовь автора к животным.
На русском языке известно, как минимум, два перевода. В 1994 году была издана издательством «Вагриус» в переводе В.Ланчикова под названием «Кот без дураков».
В 2008 году перевод В. Ланчикова был переиздан совместно двумя издательствами: Домино (Санкт-Петербург) и Эксмо (Москва).
Однако издательства не получили разрешения переводчика, и в 2009 году книга была издана теми же издательствами и в той же обложке, но в переводе Н. Аллунан.
Иллюстрации Грея Джолиффа (Gray Jolliffe) сохранены в русских изданиях и изданиях на других языках.

## Оглавление (изд. 2009)
- Движение в защиту настоящих котов
- Начала котоведения
- Как стать кошатником
- Какие бывают коты
- Как назвать кота
- Кошачьи болезни
- Кормление кота
- Приучение настоящего кота к порядку
- Игры, в которые играют кошки
- Шрёдингеровские коты
- Коты в истории
- Коты и секс
- Гигиена
- Настоящий кот в дороге
- Настоящий кот и другие животные
- Настоящий кот в саду и огороде
- Настоящий кот и дети
- Коты, которых уже не будет
- Будущее настоящего кота

## Классификация кошек[4](изд. 2009)
- Кот амбарный
- Чёрный кот с белыми лапами
- Кот соседский
- Кот косорылый
- Серо-полосатый с чуточкой рыжины
- Кот фабричный
- Кот архизлодейский
- Кот мультяшный
- Кот припочтовый
- Кот-путешественник
- Экологически чистый натуральный биокот